# Сельское поселение «Ботовское» (Забайкальский край)
Ботовское се́льское поселе́ние — муниципальное образование в Сретенском районе Забайкальского края Российской Федерации.
Административный центр — село Большие Боты.

## История
Статус и границы сельского поселения установлены законом Читинской области от 19 мая 2004 года «Об установлении границ, наименований вновь образованных муниципальных образований и наделении их статусом сельского, городского поселения в Читинской области».

## Население
| 2010 | 2011 | 2012 | 2013 | 2014 | 2015 | 2016 |
| ---- | ---- | ---- | ---- | ---- | ---- | ---- |
| 490  | ↘487 | ↘469 | ↘461 | ↘449 | ↘448 | ↗451 |
| 2017 | 2018 | 2019 | 2020 | 2021 |      |      |
| ↘427 | ↘426 | ↘397 | ↘380 | ↘354 |      |      |

## Состав сельского поселения
| № | Населённый пункт   | Тип населённого пункта       | Население |
| - | ------------------ | ---------------------------- | --------- |
| 1 | Аргун              | село                         | ↘74       |
| 2 | Большие Боты       | село, административный центр | ↘131      |
| 3 | Дом Отдыха Чалбучи | населённый пункт             | →38       |
| 4 | Мангидай           | село                         | ↘122      |
| 5 | Чалбучи            | село                         | ↘16       |